# Copreo
Copreo, in greco Κοπρεύς, è un personaggio mitologico greco.
Figlio di Pelope, padre di Perifete, a causa dell'uccisione di Ifito, scappò via dall'Elide e si rifugiò nella città di Micene, presso Euristeo, che se ne servì in qualità di araldo per portare ad Eracle la notizia che avrebbe dovuto sottoporsi alle dodici fatiche.
Euristeo in seguito lo inviò come araldo anche presso gli Ateniesi, pretendendo da loro l'espulsione degli Eraclidi dalla città. Durante questa ambasciata, Copreo si sarebbe mostrato tanto insolente che gli Ateniesi lo uccisero.
In espiazione di questo fatto, gli efebi ateniesi in alcune feste portavano una veste di colore scuro.

## Fonti
Omero, Iliade, 15,638-640 :
...ὀ δ' οἴον ἔπεφνε Μυκηναίον Περιφήτην,

Κοπρἧος φίλον υἱόν, ὅς Εὐρυσθἧος ἄνακτος

ἀγγελίης οἴχνεσκε βίῃ Ἡρακληείῃ.
...ma Ettore uccise Perifete soltanto, un miceneo,

 di Copreo caro figlio, che del sire Euristeo

 usava andar nunzio alla potenza di Eracle
(versione di Rosa Calzecchi Onesti)
...Restovvi il solo miceneo Perifete, amata prole di quel Copreo che un giorno al grande Alcide venne del duri d'Euristeo comandi apportatore.
(versione più poetica di Ippolito Pindemonte)
In questo brano e, come ricorda anche lo Pseudo-Apollodoro, II,5,1, il nome Copreo ha caratteri scatologici, deriverebbe dal greco κόπρος = letame, a significare quasi un'umanità inferiore, contrapposta a quella di Eracle, il semi-dio.